# Norma técnica
Uma norma técnica (ou padrão) é um documento, produzido por um órgão oficial acreditado para tal, que estabelece regras, diretrizes, ou características acerca de um material, produto, processo ou serviço.
A obediência a uma norma técnica, tal como norma ISO ou ABNT, quando não referendada por uma norma jurídica, não é obrigatória.

## Organização
As normas técnicas podem ser organizadas em tipos e as autoridades normativas em hierarquias.

### Hierarquia e órgãos regulamentadores
A precedência entre órgãos oficiais é a mesma que há entre normas, conforme a seguinte hierarquia
- Norma internacional (ISO)
  - Norma nacional
    - Norma regional
      - Norma organizacional

A Organização Internacional de Normalização (ISO) é a entidade internacional responsável pelo diálogo entre as várias entidades nacionais de normatização, por exemplo:
- Alemanha - Deutsches Institut für Normung e.V. (DIN)
- Brasil - Associação Brasileira de Normas Técnicas (ABNT)
- Estados Unidos - American National Standards Institute (ANSI)
- Portugal - Instituto Português da Qualidade (IPQ)

A certificação (no sentido de verificar se um produto ou processo adere a uma norma técnica) também respeita a hierarquia, que se manifesta na rede de órgãos certificadores. Exemplo: quando uma empresa deseja certificar o seu Sistema de Gestão da Qualidade, digamos ISO 9000, deve fazê-lo através de organismos de certificação internacionalmente reconhecidos, por exemplo o American Bureau of Shipping, o Bureau Veritas Quality International, a Det Norske Veritas, o Lloyd's Register, a Société Générale de Surveillance, a Fundação Carlos Alberto Vanzolini, TUV Rheinland,  EBI iD, APCER, EIC, a BRTUV entre outros.

### Tipos
- Normas de Base - de âmbito geral;
- Normas de Terminologia - referentes a termos, geralmente acompanhadas de definições;
- Normas de Ensaio - referentes a métodos de ensaio, por vezes acompanhadas de disposições complementares a ela referentes, tais como amostragem e métodos estatísticos;
- Normas de Produto - referentes a requisitos de um produto;
- Normas de Processo - referentes a requisitos de um processo produtivo;
- Normas de Serviço - referentes a requisitos da prestação de um serviço.

## Uso
"Norma técnica em uso" (ou "padrão de fato") é a norma efetivamente utilizada:
1. Porque os implicados aderem a ela.
2. O contrário também ocorre, portanto pode-se dizer que a existência de uma norma técnica publicada não implica que ela é utilizada, ou mesmo que seja correta.
3. Porque ela se encontra atualizada.
4. Elas são frequentemente revistas, revisadas e re-publicadas (atualizadas). Quando não expresso o contrário, é suposto que a versão mais atual é que está sendo referida (ou sendo empregada).

Em ciências sociais, incluindo economia, uma norma técnica é considerada útil se ela for a solução de um problema de coordenação:
ela emerge das situações nas quais todas as partes podem realizar ganhos mútuos, mas somente através da realização de decisões mutuamente consistentes.
Por serem também soluções desse tipo de problema, os "padrões de referência", tais como o quilo-grama-padrão, são também referidos como "norma técnica". De fato, se o padrão não fosse referido num documento de especificação técnica, não haveria como formalizar para as partes interessadas os procedimentos de uniformização.

## Exemplos
Existem inúmeros exemplos de padrões em uso, cobrindo todas as áreas, desde a estabilidade térmica de fluidos hidráulicos até o tamanho de CDs ou DVDs.